# Cantone di Sancoins
Il Cantone di Sancoins era una divisione amministrativa dell'arrondissement di Saint-Amand-Montrond.
A seguito della riforma approvata con decreto del 21 febbraio 2014, che ha avuto attuazione dopo le elezioni dipartimentali del 2015, è stato soppresso.

## Composizione
Comprendeva i comuni di:
- Augy-sur-Aubois
- Chaumont
- Givardon
- Grossouvre
- Mornay-sur-Allier
- Neuilly-en-Dun
- Neuvy-le-Barrois
- Sagonne
- Saint-Aignan-des-Noyers
- Sancoins
- Vereaux